# Văn hóa Bahrain
Văn hóa Bahrain là một phần của nền văn hóa lịch sử của vùng Đông Ả Rập. Do đó, nền văn hóa Bahrain tương tự như các nền văn hóa của các nước láng giềng Ả Rập khác ở vùng Vịnh Ba Tư. Bahrain được biết đến với chủ nghĩa thế giới, dân cư Bahrain đa dạng về mặt sắc tộc. Mặc dù quốc giáo là Hồi giáo, quốc gia này sẵn sàng đón nhận các tôn giáo khác: có nhiều nhà thờ Công giáo và Chính thống giáo, đền thờ Ấn Độ giáo cũng như giáo đường Do Thái giáo (hiện nay đã không còn tồn tại) hiện diện trên đảo.

## Con người và di sản
Dân cư Bahrain đa dạng về mặt sắc tộc. Có ít nhất 8–9 nhóm dân tộc khác nhau là người Bahrain. Người Bahrain theo Hồi giáo Shia được chia thành hai nhóm sắc tộc chính: Baharna và Ajam. Hầu hết người Bahrain Shia là dân tộc Baharna, người Baharna là hậu duệ của những cư dân gốc tiền Hồi giáo của Bahrain. Người Baharna nói một loại tiếng Ả Rập được gọi là tiếng Ả Rập Bahrain. Người Ajam là người Shia thuộc sắc tộc Ba Tư. Họ duy trì một nền văn hóa và ngôn ngữ riêng biệt, đồng thời họ có ảnh hưởng lớn đến văn hóa Bahrain.
Trong số những người Bahrain theo Hồi giáo Sunni, cũng có nhiều nhóm sắc tộc khác nhau. Người Bahrain Sunni chủ yếu được chia thành hai nhóm sắc tộc chính: người Ả Rập thành thị (al Arab) và người Huwala. Người Ả Rập thành thị hầu hết là hậu duệ của người Ả Rập Sunni từ miền trung Ả Rập, những người (cùng với Baharna) theo truyền thống là thợ lặn ngọc trai, thương nhân, thủy thủ, thương nhân và ngư dân trong thời kỳ tiền dầu mỏ. Người Huwala là hậu duệ của người Iran theo dòng Sunni; một số trong số họ là người Ba Tư, và những người khác là người Ả Rập Sunni.
Ngoài các nhóm dân tộc Bahrain bản địa này, còn có các dân tộc người Ả Rập gốc Phi và Baloch. Người Bahrain Baloch là hậu duệ của dân tộc Baloch từ Baluchistan. Hầu hết người Bahrain gốc Phi đến từ phía đông châu Phi và có truyền thống sống ở đảo Muharraq và Riffa. Người Bahrain gốc Ấn Độ hầu hết là hậu duệ của các thương nhân Ấn Độ giàu có từ thời kỳ tiền dầu mỏ, được gọi là Bania. Một nhóm nhỏ hơn gồm người Bahrain Sunni là hậu duệ của những người tị nạn Palestine đã nhập quốc tịch và những người nhập cư Ả Rập Levant khác.
Chỉ khoảng một nửa dân số là người Ả Rập. Dân cư sinh ra ở nước ngoài, bao gồm hơn một nửa dân số, chủ yếu đến từ Iran, Ấn Độ, Pakistan, Philippines, Anh và Hoa Kỳ. Khoảng 3/5 lực lượng lao động chủ yếu ở châu Á là người nước ngoài.
Dân cư chủ yếu là người Hồi giáo và bao gồm cả hai dòng Sunni và Shia. Bahrain cũng có số người theo Cơ đốc giáo lớn nhất trong các quốc gia Ả Rập ở Vịnh Ba Tư. Hàng ngàn Cơ đốc nhân có quốc tịch Bahrain, cùng với quốc gia GCC gần nhất, Kuwait, chỉ có khoảng 400 công dân Cơ đốc giáo. Tiếng Ả Rập là ngôn ngữ chính thức của Bahrain, tuy nhiên, tiếng Anh cũng được sử dụng rộng rãi như một ngôn ngữ chung. Ngữ hệ Achomi và tiếng Ba Tư được sử dụng rộng rãi bởi người Bahrain Ajam. Nhiều người Bahrain có kiến thức làm việc không chỉ về tiếng Anh mà cả tiếng Hindi và tiếng Urdu.
Bóng đá là môn thể thao hiện đại phổ biến nhất, trong khi các trò giải trí truyền thống như cưỡi ngựa, săn linh dương và săn thỏ rừng vẫn được những người Bahrain giàu có hơn thực hiện.
Các nghề thủ công truyền thống được nhà nước và nhân dân hỗ trợ. Bảo tàng Quốc gia Bahrain ở Manama chứa các hiện vật địa phương có niên đại từ thời cổ đại, chẳng hạn như tượng nhỏ bằng ngà voi, đồ gốm, đồ đồng và nhẫn vàng, nhiều trong số đó phản ánh những ảnh hưởng từ các nền văn hóa khác nhau từ bên ngoài Bahrain. Ngoài ra còn có một cộng đồng nghệ thuật tiên phong nhỏ nhưng đang phát triển mạnh mẽ.

### Trang phục truyền thống

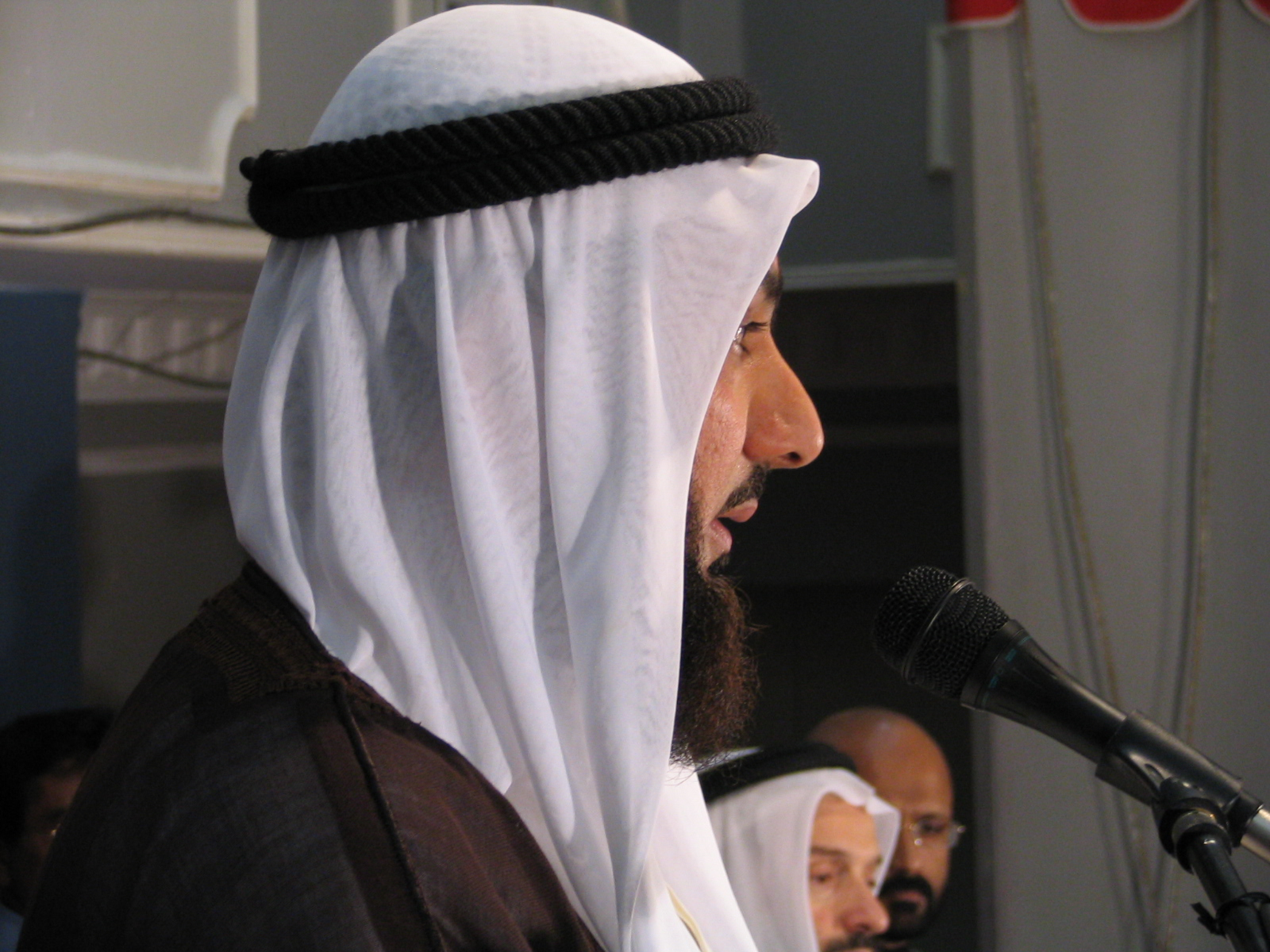
Người đàn ông Bahrain mặc ghutra và agal

Trang phục truyền thống của phụ nữ Bahrain là abaya, một chiếc áo choàng dài màu đen, rộng rãi, được mặc cùng với một miếng vải đen trên đầu gọi là hijab.
Trang phục truyền thống của đàn ông Bahrain là thobe (ثوب) và mũ đội đầu truyền thống bao gồm keffiyeh, ghutra và agal.
Thobe (hoặc 'dishdasha' ở Kuwait) là một loại quần áo rộng, dài tay, dài đến mắt cá chân. Quần mùa hè có màu trắng và được làm bằng bông và quần mùa đông có màu đen và được làm bằng len.
Ghutra là một chiếc khăn vuông, làm bằng bông, được gấp lại theo hình tam giác và đeo bên ngoài keffiyeh. Ở Bahrain, nó thường có màu đỏ và trắng hoặc toàn màu trắng. Không có ý nghĩa quan trọng đối với đàn ông mặc ở Bahrain, mặc dù sự lựa chọn này có ý nghĩa ở các quốc gia vùng Vịnh Ba Tư khác.
Keffiyeh là một chiếc mũ sọ dệt kim màu trắng được đội dưới ghutra.
Agal là một sợi dây dày, đôi, màu đen được đeo trên đầu ghutra để giữ cố định. 
Trong một số trường hợp, người Bahrain mặc áo bisht, một loại áo choàng làm bằng len, bên ngoài thobe. Không giống như thobe, bisht mềm và thường có màu đen, nâu hoặc xám.

### Gargee'an
Garqee'an là một lễ kỷ niệm hai năm một lần được tổ chức ở Bahrain và phần còn lại của Đông Ả Rập, diễn ra vào đêm thứ 15 của tháng Hồi giáo Sha'aban và vào đêm thứ 15 của tháng Ramadan. Nó được đánh dấu bằng việc trẻ em mặc trang phục truyền thống và đi từng nhà để nhận các loại hạt và kẹo từ hàng xóm, đồng thời hát các bài hát truyền thống. Truyền thống này đã tồn tại hàng trăm năm và ăn sâu vào văn hóa vùng Vịnh.
Mặc dù lễ kỷ niệm Garqee'an có những điểm tương đồng bề ngoài với phong tục trick-or-treat trong Halloween, được thực hiện ở một số nước phương Tây, nhưng nó không liên quan đến sự kinh dị và không có nguồn gốc liên quan đến Halloween.

## Phương tiện truyền thông
Một số tờ báo hàng tuần và hàng ngày được xuất bản bằng tiếng Ả Rập: Akhbar Al Khaleej, Al Ayam, Al Waqt, v.v. Nhật báo bằng tiếng Ả Rập Al-Wasat được cho là trang báo phổ biến nhất của quốc gia này vào năm 2011 với số lượng phát hành hàng ngày là 15.000 và số lượng độc giả từ 45.000 đến 60.000. Một số tờ báo xuất hiện bằng tiếng Anh: Gulf Daily News, Daily Tribune. Hầu hết báo chí thuộc sở hữu tư nhân và không bị kiểm duyệt miễn là nó không chỉ trích giới cầm quyền. Các đài phát thanh và truyền hình nhà nước phát sóng hầu hết các chương trình bằng tiếng Ả Rập: có cả các kênh bằng tiếng Anh và tiếng Hindi (đài phát thanh). Một công ty xuất bản kỹ thuật số mới đang thu hút sự chú ý của khách du lịch, người nước ngoài và cư dân trẻ tuổi ở Bahrain là LocalBH với nội dung đa dạng từ các điểm du lịch, giải trí và các sự kiện cập nhật ở Bahrain.

## Nghệ thuật, âm nhạc và khiêu vũ

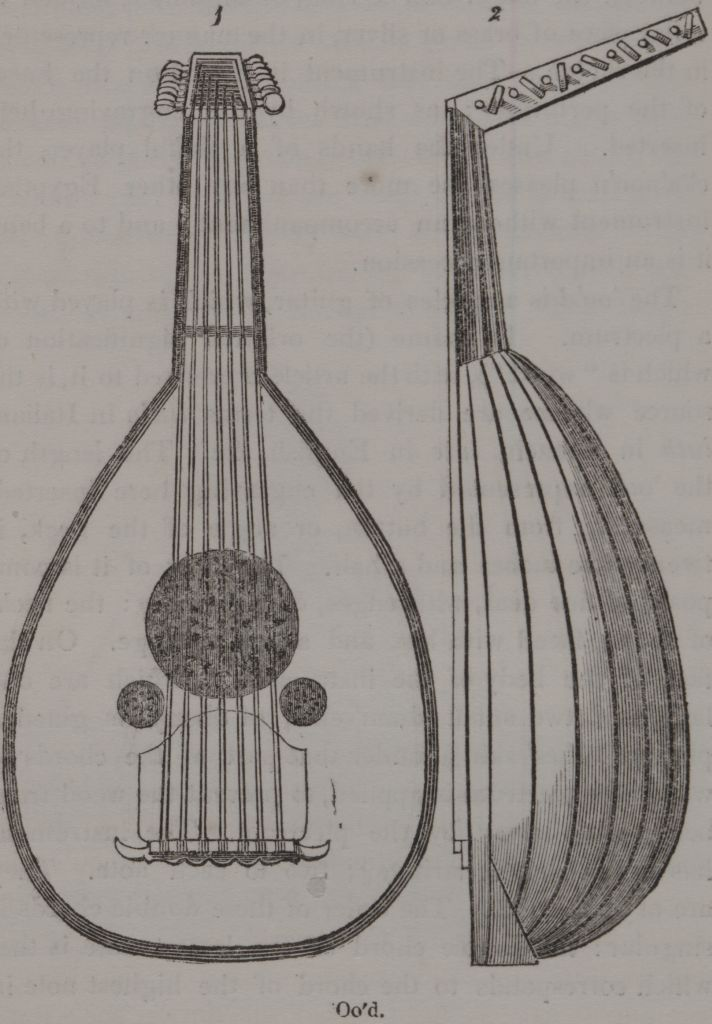
Phác thảo bên ngoài của oud

Nghệ thuật bao gồm các bài đọc Kinh Qur'an, các điệu múa kèm theo chơi trống và kể chuyện. Các nhà thơ của Bahrain nổi tiếng với những câu thơ đầy chất thơ và tiếp nối những truyền thống lâu đời đồng thời khám phá ra những chủ đề mới. Sinh nhật và kết hôn đòi hỏi các lễ kỷ niệm quy mô lớn ở Bahrain, thường là một niềm vui để tham gia. Ngoài ra, người dân Bahrain còn được biết đến với kỹ năng nghệ thuật của họ, những chiếc thuyền được sử dụng để đánh cá và lấy ngọc trai là một ví dụ về nghề thủ công. Đồ trang sức truyền thống cũng nói lên nhiều điều về những thiết kế phức tạp mà người dân Bahrain có thể nghĩ ra.
Khaleeji là một phong cách âm nhạc dân gian Ả Rập từ vùng Vịnh Ba Tư, được chơi ở Bahrain với đa nhịp điệu. Phong cách chịu ảnh hưởng mạnh mẽ của âm nhạc Châu Phi. Truyền thống lặn tìm ngọc trai của Bahrain được biết đến với những bài hát có tên là fidjeri. Fidjeri là một tiết mục âm nhạc được biểu diễn theo truyền thống bởi các thợ lặn ngọc trai nam của Bahrain. Nó bao gồm ca hát, vỗ tay, trống và nhảy múa với chum nước bằng đất. Liwa là một loại hình âm nhạc và khiêu vũ được biểu diễn chủ yếu trong các cộng đồng có hậu duệ của người Đông Phi, chẳng hạn như Muharraq và Hidd.
Âm nhạc của Bahrain theo chế độ truyền thống. Chúng rất công phu và mang tính lặp đi lặp lại. Nó được chơi trên oud (tổ tiên của đàn lute) và rebab (nhạc cụ một dây). Bahrain cũng có truyền thống khiêu vũ dân gian. Ardha là một điệu múa kiếm của nam giới, đi kèm với những người đánh trống truyền thống và một nhà thơ, người hát lời bài hát.
Một số ít phim truyện đã được sản xuất trong nước; bộ phim đầu tiên là bộ phim chính kịch năm 1990 The Barrier của Bassam Al-Thawadi. Rạp chiếu phim đã trở thành cơ sở nổi tiếng từ đầu những năm 1920 khi một rạp chiếu phim tạm thời được thành lập.

## Lễ hội và phong tục
- Ashura
- Ngày Quốc khánh Bahrain
- Eid al-Fitr và Eid al-Adha
- Mawlid
- Ramadan

## Di sản Văn hóa Quốc gia
| - Nhà thờ Hồi giáo lớn Al Fateh - Nhà thờ Hồi giáo Khamis - Pháo đài Arad - Bab Al Bahrain - Qal'at al-Bahrain - Bảo tàng Quốc gia Bahrain | - Đền thờ Barbar - Beit Al Qur'an - Các gò chôn cất Dilmun - Giếng dầu đầu tiên - Jasra - Ain Umm Sujoor | - Nhà hát Quốc gia Bahrain - Pháo đài Riffa - Nhà của Shaikh Isa - Nhà Siyadi - Cây của sự sống - Núi Khói |

## Địa điểm
- Danh sách các bảo tàng ở Bahrain

## Ngày lễ
Vào ngày 1 tháng 9 năm 2006, Bahrain đã thay đổi ngày cuối tuần từ Thứ Năm và Thứ Sáu thành Thứ Sáu và Thứ Bảy, để có một ngày cuối tuần được chia sẻ với phần còn lại của thế giới. Các ngày lễ đáng chú ý trong nước được liệt kê dưới đây:
| Ngày                          | Tên ngày lễ      | Tên bằng tiếng Ả Rập | Mô tả |
| ----------------------------- | ---------------- | -------------------- | --- |
| 1 tháng 1                     | Tết Dương lịch   | رأس السنة الميلادية  | Ngày đầu năm mới theo Dương lịch, được tổ chức bởi hầu hết mọi nơi trên thế giới.                                                            |
| 1 tháng 5                     | Ngày lao động    | يوم العمال           | Ở địa phương được gọi là Eid Al Oumal (Ngày của người lao động), đây là một ngày lễ hàng năm để tôn vinh những thành tựu của người lao động. |
| 16 tháng 12                   | Ngày quốc khánh  | اليوم الوطني         | Quốc khánh Bahrain. |
| 17 tháng 12                   | Ngày lên ngôi    | يوم الجلوس           | Ngày lên ngôi của Isa bin Salman Al Khalifa.                                                                                                 |
| Ngày Muharram thứ 1           | Năm mới Hồi giáo | رأس السنة الهجرية    | Tết Hồi giáo (còn gọi là: Tết Hijri). |
| Ngày Muharram thứ 9, 10       | Ashura           | عاشوراء              | Kỷ niệm sự tử vì đạo của Imam Hussein. |
| Ngày Rabiul Awwal thứ 12      | Mawlid           | المولد النبوي        | Kỷ niệm ngày sinh của nhà tiên tri Muhammad, được tổ chức ở hầu hết các nơi trên thế giới Hồi giáo.                                          |
| Ngày Shawwal thứ 1, 2, 3      | Eid al-Fitr      | عيد الفطر            | Kỷ niệm kết thúc tháng Ramadan. |
| Ngày Zulhijjah thứ 9          | Ngày của Arafah  | يوم عرفة             | Kỷ niệm bài giảng cuối cùng của Muhammad và hoàn thành thông điệp của đạo Hồi.                                                               |
| Ngày Zulhijjah thứ 10, 11, 12 | Eid al-Adha      | عيد الأضحى           | Tưởng nhớ việc Ibrahim sẵn sàng hy sinh con trai mình. Còn gọi là Lễ lớn (được tổ chức từ ngày 10 đến ngày 13).                              |